# Etmopterus molleri
Etmopterus molleri (лат.) — малоизученный вид рода чёрных колючих акул семейства лат. Etmopteridae отряда катранообразных. Обитает в Тихом океане на глубине до 860 м. Максимальный зарегистрированный размер 46 см. Тело стройное, вытянутое, светло-коричневого цвета, брюхо и нижняя часть головы чёрные, покрыты излучающими свет фотофорами. У основания обоих спинных плавников имеются шипы. Анальный плавник отсутствует.

## Таксономия
Впервые вид был описан в 1939 году австралийским ихтиологом Гилберт Перси Уайтли. Голотип — самка длиной 36,5 см, пойманная в 1933 году в 48 км от Сиднея, Австралия (33 ° ю. ш. 151° з. д.).

## Ареал
Etmopterus molleri обитают в западной части Тихого океана у берегов Австралии, Новой Зеландии, Тайваня и Японии. Данные о поимке акул этого вида на западе Индийского океана требуют подтверждения, поскольку возможно ошибочное определение вида. Эти акулы встречаются на островном и материковом склоне на глубине от 238 до 860 м.

## Описание
Максимальный зарегистрированный размер составляет 46 см. Тело вытянутое, довольно плотное, с удлинённым и тонким хвостовым стеблем. Крупные овальные глаза вытянуты по горизонтали. Позади глаз имеются крошечные брызгальца. У основания обоих спинных плавников расположены шипы. Второй спинной плавник крупнее первого. Грудные плавники маленькие. Верхние зубы имеют несколько зубцов, нижние расположены в один сплошной ряд. Тело покрыто ровными продольными рядами плакоидных чешуек. Окрас сверху серо-коричневый, нижняя часть головы и брюхо чёрные, цветовая граница резкая. Над и позади брюшных плавников него имеется короткая чёрная отметина.

## Биология
Etmopterus molleri размножаются яйцеживорождением. Вероятно, ведут донный образ жизни. Размер новорожденных около 15 см.

## Взаимодействие с человеком
Вид не является объектом коммерческого промысла. Иногда в качестве прилова попадает в глубоководные сети. Международный союз охраны природы присвоил этому виду статус сохранности «Вызывающий наименьшие опасения».